# Educause
Educause è un'associazione statunitense senza scopo di lucro che si prefigge lo scopo di "promuovere l'istruzione superiore attraverso l'uso della tecnologia dell'informazione". L'adesione è aperta alle istituzioni di istruzione superiore, alle aziende che operano nel mercato dell'informatica per l'istruzione superiore e ad altre associazioni e organizzazioni correlate.

## Storia
Educause nacque nel 1998 dalla fusione di CAUSE (Collaborative for Academic Information Systems) ed Educom. Le due organizzazioni erano le due principali associazioni del mondo IT attive nell'ambito dell'istruzione superiore. C CAUSE è nata da un gruppo di utenti noto come College and University Systems Exchange.

## Descrizione
L'associazione fornisce networking e altre piattaforme per i professionisti IT dell'istruzione superiore, al fine coinvolgere i loro colleghi e di generare e trovare contenuti sulle migliori pratiche da attuare. Tra gli esempi vi sono: opportunità di sviluppo professionale, pubblicazioni a stampa ed elettroniche, inclusi e-book e la rivista Educause Review (ISSN 1945-709X),, iniziative di insegnamento e apprendimento, ricerca applicata, gruppi di discussione su argomenti specifici, premi per la leadership e un centro risorse per i professionisti IT nell'istruzione superiore (come Campus Privacy Officers).
Le principali iniziative di Educause includono il Core Data Service, l'Educause Center for Analysis and Research (ECAR), l'Educause Learning Initiative (ELI), l'Educause Policy Program e l'Educause/Internet2 Computer and Network Security Task Force.
Inoltre, Educause gestisce il dominio Internet .edu in base a un contratto con il Dipartimento del Commercio degli Stati Uniti. Gli aspetti tecnici del registro sono gestiti da VeriSign.
Educause comprende più di 2.300 college, università e organizzazioni educative, tra cui 300 aziende, con 16.500 membri attivi.

## Edupage
Edupage è stata una pubblicazione di Educause. Era un aggregatore gratuito di notizie del mondo IT estratte dai principali media, distribuito elettronicamente tre volte alla settimana. Nel 1992 fu pubblicato per la prima volta con una tiratura di meno di 100 copie. Inizialmente era scritto da John Gehl e Suzanne Douglas, che nell'aprile 1999 lasciarono l'attività per dedicarsi alla loro azienda che pubblicava una newsletter quotidiana simile a Edupage.
Edupage è inattiva dal dicembre 2006, poiché i gestori stavano valutando modi differenti per fornire risorse e contenuti al proprio pubblico.